# كاديل إفانز
كاديل إفانز (بالإنجليزية: Cadel Evans) مواليد 14 فبراير 1977 في الإقليم الشمالي في أستراليا، هو دراج أسترالي في صنف سباق الدراجات على الطريق. شارك في دورة الألعاب الأولمبية الصيفية.

## سباقات أو مراحل فاز بها
- طواف فرنسا
- بطولة العالم لسباق الدراجات على الطريق
- طواف سويسرا
- طواف إيطاليا